# Lago Lolog
Lago Lolog är en sjö i Argentina.   Den ligger i provinsen Neuquén, i den sydvästra delen av landet, 1 300 km sydväst om huvudstaden Buenos Aires. Lago Lolog ligger 900 meter över havet. Arean är 35 kvadratkilometer. Den sträcker sig 6,6 kilometer i nord-sydlig riktning, och 22,3 kilometer i öst-västlig riktning.
I omgivningarna runt Lago Lolog växer i huvudsak blandskog. Runt Lago Lolog är det mycket glesbefolkat, med 5 invånare per kvadratkilometer.